# Anna Brożek (sportovní lezkyně)
Anna Brożek (* 22. března 1995 Tarnów) je polská reprezentantka ve sportovním lezení, vicemistryně světa a akademická mistryně světa v lezení na rychlost.

## Výkony a ocenění
- 2016: nominace na Světové hry 2017 v polské Vratislavi, kde skončila sedmá
- 2016: akademická mistryně světa
- 2018: vicemistryně světa

### Závodní výsledky
| Světové hry | Světové hry |
| Rok         | 2017        |
| ----------- | ----------- |
| Rychlost    | 7           |

| Mistrovství světa | Mistrovství světa | Mistrovství světa | Mistrovství světa |
| Rok               | 2014              | 2016              | 2018              |
| ----------------- | ----------------- | ----------------- | ----------------- |
| Obtížnost         | —                 | —                 | 81                |
| Rychlost          | 25                | 10                | 2                 |

| Světový pohár       | Světový pohár | Světový pohár | Světový pohár | Světový pohár      | Světový pohár     | Světový pohár   |
| Rok                 | 2013          | 2014          | 2015          | 2016               | 2017              | 2018            |
| ------------------- | ------------- | ------------- | ------------- | ------------------ | ----------------- | --------------- |
| Rychlost            | x             | x             | x             | 8                  | 7                 | 6               |
| jednotlivě* (x/x/x) | ,15,          | ,14,          | ,16,16,15,8,  | ,9,5,6,4,10,14,14, | ,11,10,4,4,7,9,6, | ,5,7,5,4,15,34, |
|                     |               |               |               |                    |                   |                 |
| Bouldering          | —             | —             | —             | —                  | —                 | 0               |
| jednotlivě* (x/x/x) | —             | —             | —             | —                  | —                 | ,45,45,         |
|                     |               |               |               |                    |                   |                 |
| Kombinace           | —             | —             | —             | —                  |                   |                 |

* poznámka: nalevo jsou poslední závody v roce; v roce 2017 se počítala kombinace i za jednu disciplínu
| Akademické mistrovství světa | Akademické mistrovství světa | Akademické mistrovství světa |
| Rok                          | 2016                         | 2018                         |
| ---------------------------- | ---------------------------- | ---------------------------- |
| Rychlost                     | 1                            | 3                            |

| Mistrovství Evropy | Mistrovství Evropy | Mistrovství Evropy |
| Rok                | 2015               | 2017               |
| ------------------ | ------------------ | ------------------ |
| Rychlost           | 16                 | 15                 |

| Akademické mistrovství Evropy | Akademické mistrovství Evropy |
| Rok                           | 2015                          |
| ----------------------------- | ----------------------------- |
| Obtížnost                     | 21                            |
| Rychlost                      | 6                             |
| Bouldering                    | 17                            |

| Mistrovství Evropy juniorů | Mistrovství Evropy juniorů | Mistrovství Evropy juniorů |
| Rok                        | 2012 kat. A                | 2013 juniorky              |
| -------------------------- | -------------------------- | -------------------------- |
| Rychlost                   | —                          | 31                         |
| Rychlost                   | 11                         | 8                          |

| Evropský pohár juniorů | Evropský pohár juniorů | Evropský pohár juniorů | Evropský pohár juniorů |
| Rok                    | 2011 kat. A            | 2012 kat. A            | 2013 juniorky          |
| ---------------------- | ---------------------- | ---------------------- | ---------------------- |
| Rychlost               | x                      | x                      | x                      |
| jednotlivě*            | ,18,17,,               | ,,5,                   | ,4,4,                  |

* poznámka: nalevo jsou poslední závody v roce